# Отделение 5
Отделе́ние 5 — посёлок в Красногвардейском районе Оренбургской области, входит в состав Свердловского сельсовета.

## География
Посёлок находится на правом берегу реки Малый Уран, на расстоянии примерно 22 км (по прямой) к юго-востоку от села Плешаново, административного центра района.

## Население
| 2010 |
| ---- |
| 99   |

### Национальный состав
Согласно результатам переписи 2002 года, в национальной структуре населения русские составляли 42 % из 217 чел., казахи — 42 %.